# Leitora
Leitora (en francès Lectoure) és un municipi francès situat al departament del Gers i a la regió d'Occitània.

## Demografia
| 1962                                       | 1968  | 1975  | 1982  | 1990  | 1999  | 2006  |
| ------------------------------------------ | ----- | ----- | ----- | ----- | ----- | ----- |
| 3.908                                      | 3.950 | 3.790 | 3.923 | 4.034 | 3.933 | 3.797 |
| Des de 1962: població sense dobles comptes |       |       |       |       |       |       |

## Administració
| Període   | Identitat         | Partit |
| --------- | ----------------- | ------ |
| 1944-1959 | Raymond Dieuzaide |        |
| 1959-1965 | Robert Lambrey    |        |
| 1965-1971 | Gilbert Albinet   |        |
| 1971-2001 | Robert Castaing   | PS     |
| 2001-     | Gérard Duclos     | PS     |

## Personatges il·lustres
- Pèir de Garròs, poeta gascó.